# Stacey-Ann Williams
Pour les articles homonymes, voir Williams.
Stacey-Ann Williams (née le 8 mars 1999) est une athlète jamaïcaine, spécialiste du 400 mètres.

## Biographie
Médaillée d'argent sur 4 × 400 m lors des championnats du monde juniors 2016, elle s'adjuge la médaille de bronze du 4 × 400 m lors de l'édition suivante, en 2018.
Aux Jeux olympiques de 2020 à Tokyo, elle remporte la médaille de bronze du relais 4 × 400 mètres au titre de sa participation aux séries.

## Palmarès
| Date | Compétition           | Lieu     | Résultat | Épreuve   | Temps         |
| ---- | --------------------- | -------- | -------- | --------- | ------------- |
| 2021 | Jeux olympiques       | Tokyo    | 3e       | 4 × 400 m | séries        |
| 2023 | Championnats du monde | Budapest | 2e       | 4 x 400 m | 3 min 20 s 88 |